# Арнольд, Дэвид
Дэвид Арнольд (англ. David Arnold; род. 23 января 1962) — английский кинокомпозитор, наиболее известный своей музыкой в пяти фильмах про Джеймса Бонда, в фильме «Звёздные врата» (1994), «День независимости» (1996), «Годзилла» (1998) и в телесериалах «Маленькая Британия» и «Шерлок».

## Телекарьера
После посещения шестого курса в колледже в Лутоне Арнольд стал другом режиссёра Дэнни Кэннона. Кэннон сначала создал короткометражку, где он попросил Арнольда сочинить музыку. Они оба сделали их уважаемый фильм своими дебютами, он называется «Юные американцы». На следующий год он создал музыку к фильмам «Звёздные врата» и «Последний из племени людей-псов».
Далее Арнольд создал музыку для следующих двух фильмов Роланда Эммериха, режиссёра «Звёздных врат», «День независимости» и «Годзилла», а также к четырём фильмам режиссёра Джон Синглтона. Вдобавок он сочинил музыку к различным комедиям, драмам, и для британских телевизионных шоу включая «Маленькая Британия».
Он является членом Британской Академии Песенников, Композиторов и Авторов (BASCA).

## Джеймс Бонд
Арнольд был фанатом Бонда с раннего возраста и также фанатом композитора Бондианы Джона Барри. В 1997 году Арнольд создал «Shaken and Stirred: The David Arnold James Bond Project», альбом с новыми версиями тем в различных фильмах про Джеймса Бонда. Альбом включает разнообразие современных артистов, включая Джарвиса Кокера, Крисси Хайнд, Propellerheads и Игги Попа; версия «You Only Live Twice» Бьорк была записана, но не была включена в альбом. Джон Барри, композитор многих из тем в альбоме, похвалил интерпретацию Арнольда над его работой: «Он был очень честным к мелодичному и гармоничному содержанию, но он добавил много другой ритмичной свежести и немного артистов, выбранных для создания песен. Я думаю, что это отличный альбом. Я очень польщён.» Барри связался с Барбарой Брокколи, продюсером наступающего фильма «Завтра не умрёт никогда», чтобы порекомендовать Арнольда в качестве композитора фильма.
Арнольда наняли чтобы он ещё написал музыку к последующим четырём фильмам: «И целого мира мало», «Умри, но не сейчас», «Казино „Рояль“» и «Квант милосердия». Арнольд не был композитором 23-го фильма о Джеймсе Бонде, «007: Координаты «Скайфолл»», его заменил Томас Ньюман. Арнольд сообщал, что Ньюмана выбрал режиссёр фильма, Сэм Мендес, потому что из-за их работы Арнольд бы не смог вместе с Дэнни Бойлом работать композитором на церемонии открытия Летних Олимпийских игр 2012. Однако, часть его музыки из фильма «Казино „Рояль“» была снова использована в фильме «007: Координаты «Скайфолл»».
Арнольд также был соавтором главных песен фильмов «И целого мира мало» («The World Is Not Enough» в исполнении Garbage) и «Казино „Рояль“» («You Know My Name» в исполнении Криса Корнелла).

## Другие работы
Он сотрудничал с такими музыкальными группами как Cast, The Cardigans, Kaiser Chiefs, Massive Attack и Pulp и сольными артистами как Наташа Бедингфилд, Мелани Чисхолм, Бьорк, Крис Корнелл, Ширли Мэнсон, Марк Моррисс и в 2009 году был продюсером альбома Ширли Бэсси «The Performance».

## Фильмография
| Год  | Название              | Роль                     | Примечания       |
| ---- | --------------------- | ------------------------ | ---------------- |
| 1993 | Молодые американцы    | участник банды           | также композитор |
| 2000 | Лига джентльменов     | викторианский джентльмен | телесериал       |
| 2003 | Маленькая Британия    | контролёр                | телесериал       |
| 2017 | Brian Pern: A Tribute | участник телешоу         | телешоу          |
| 2017 | Celebrity Eggheads    | участник телешоу         | телеигра         |

## Дискография

### Фильмы
| Год  | Название                                             | Режиссёр          | Студия(ии)                                                                               | Примечания |
| ---- | ---------------------------------------------------- | ----------------- | ---------------------------------------------------------------------------------------- | --- |
| 1994 | Звёздные врата                                       | Роланд Эммерих    | Metro-Goldwyn-Mayer Canal+ Centropolis Entertainment Carolco Pictures                    | Премия BMI за лучшую музыку |
| 1995 | Последний из племени людей-псов                      | Тэб Мёрфи         | Savoy Pictures (Северная Америка) Pathé (международная) Carolco Pictures                 | N/A |
| 1996 | День независимости                                   | Роланд Эммерих    | 20th Century Fox Centropolis Entertainment                                               | Номинация на «Сатурн» за лучшую музыку Премия «Грэмми» за лучший саундтрек к фильму                                                             |
| 1997 | Жизнь хуже обычной                                   | Дэнни Бойл        | 20th Century Fox (США) PolyGram Filmed Entertainment (международная)                     | N/A |
| 1997 | Завтра не умрёт никогда                              | Роджер Споттисвуд | Metro-Goldwyn-Mayer EON Productions                                                      | Первый фильм о Джеймсе Бонде Номинация на «Сатурн» за лучшую музыку Премия BMI за лучшую музыку                                                 |
| 1998 | Годзилла                                             | Роланд Эммерих    | TriStar Pictures Centropolis Entertainment                                               | Премия BMI за лучшую музыку |
| 1999 | Командир эскадрильи                                  | Крис Робертс      | 20th Century Fox Digital Anvil                                                           | Только тема Музыку придумал Кевин Кинер |
| 1999 | И целого мира мало                                   | Майкл Эптед       | Metro-Goldwyn-Mayer EON Productions                                                      | Второй фильм о Джеймсе Бонде Премия BMI за лучшую музыку                                                                                        |
| 2000 | Шафт                                                 | Джон Синглтон     | Paramount Pictures Scott Rudin Productions                                               | N/A |
| 2001 | Малыш                                                | Джон Синглтон     | Columbia Pictures                                                                        | N/A |
| 2001 | Мушкетёр                                             | Питер Хайамс      | Universal Pictures Miramax Films                                                         | N/A |
| 2001 | Образцовый самец                                     | Бен Стиллер       | Paramount Pictures Village Roadshow Pictures VH1 Films Scott Rudin Productions           | N/A |
| 2002 | В чужом ряду                                         | Роджер Мичелл     | Paramount Pictures                                                                       | N/A |
| 2002 | Голливудский финал                                   | Вуди Аллен        | DreamWorks Pictures                                                                      | N/A |
| 2002 | С меня хватит                                        | Майкл Эптед       | Columbia Pictures                                                                        | N/A |
| 2002 | Умри, но не сейчас                                   | Ли Тамахори       | Metro-Goldwyn-Mayer EON Productions                                                      | Третий фильм о Джеймсе Бонде Премия BMI за лучшую музыку                                                                                        |
| 2003 | Двойной форсаж                                       | Джон Синглтон     | Universal Pictures Original Film                                                         | Премия BMI за лучшую музыку |
| 2004 | Степфордские жёны                                    | Фрэнк Оз          | Paramount Pictures (США) DreamWorks Pictures (международная)                             | N/A |
| 2005 | Кровь за кровь                                       | Джон Синглтон     | Paramount Pictures Di Bonaventura Pictures                                               | N/A |
| 2005 | В дурмане                                            | Стивен Вули       | Screen Media Films                                                                       | N/A |
| 2006 | Удивительная лёгкость                                | Майкл Эптед       | Momentum Pictures Соединённое Королевство Samuel Goldwyn Films США                       | N/A |
| 2006 | Казино «Рояль»                                       | Мартин Кэмпбелл   | Metro-Goldwyn-Mayer Columbia Pictures EON Productions                                    | Четвёртый фильм о Джеймсе Бонде Номинация на «Сатурн» за лучшую музыку Номинация на BAFTA за лучшую музыку к фильму Премия BMI за лучшую музыку |
| 2007 | Типа крутые легавые                                  | Эдгар Райт        | Rogue Pictures (США) Universal Pictures (международная) StudioCanal Big Talk Productions | N/A |
| 2007 | Доказательство смерти                                | Эдгар Райт        | Dimension Films Troublemaker Studios The Weinstein Company                               | Эпизод из фильма |
| 2008 | Как потерять друзей и заставить всех тебя ненавидеть | Роберт Уэйд       | Paramount Pictures (Соединённое Королевство) Metro-Goldwyn-Mayer (США) Film4             | N/A |
| 2008 | Квант милосердия                                     | Марк Форстер      | Metro-Goldwyn-Mayer Columbia Pictures EON Productions                                    | Пятый фильм о Джеймсе Бонде Премия BMI за лучшую музыку                                                                                         |
| 2009 | Катись!                                              | Дрю Бэрримор      | Fox Searchlight Pictures Mandate Pictures 21 Laps Entertainment                          | Номинация на «Бронзовую лошадь» |
| 2010 | Сделано в Дагенхэме                                  | Найджел Коул      | Paramount Pictures BBC Films                                                             | N/A |
| 2010 | Доброе утро                                          | Роджер Мичелл     | Paramount Pictures Bad Robot Productions                                                 | N/A |
| 2010 | Хроники Нарнии: Покоритель Зари                      | Майкл Эптед       | 20th Century Fox Walden Media                                                            | Заменил Гарри Грегсон-Уильямса |
| 2011 | Пол: Секретный материальчик                          | Грег Моттола      | Universal Pictures Relativity Media Big Talk Pictures                                    | N/A |